# Katnihaure
Katnihaure är en sjö i Jokkmokks kommun i Lappland och ingår i Luleälvens huvudavrinningsområde. Sjön är 26 meter djup, har en yta på 4,73 kvadratkilometer och är belägen 297 meter över havet. Sjön avvattnas av vattendraget Jullejåkkå.

## Delavrinningsområde
Katnihaure ingår i det delavrinningsområde (741607-162887) som SMHI kallar för Utloppet av Katnihaure. Medelhöjden är 433 meter över havet och ytan är 36,81 kvadratkilometer. Det finns ett avrinningsområde uppströms, och räknas det in blir den ackumulerade arean 72,94 kvadratkilometer. Jullejåkkå som avvattnar avrinningsområdet har biflödesordning 4, vilket innebär att vattnet flödar genom totalt 4 vattendrag innan det når havet efter 243 kilometer. Avrinningsområdet består mestadels av skog (80 procent). Avrinningsområdet har 4,96 kvadratkilometer vattenytor vilket ger det en sjöprocent på 13,4 procent.